# Ассоциация французских кинооператоров
Ассоциация французских кинооператоров (фр. Association française des directrices et directeurs de la photographie cinématographique, AFC) — профессиональная организация французских кинооператоров. Была основана в 1990 году Анри Альканом, Раулем Кутаром, Ален Деробом Пьером-Уильямом Гленном и Жоржем Струве, к которым вскоре присоединились Эдуардо Серра, Робер Алазракі и Пьер Ломма.
По состоянию на 2017 год AFC насчитывала почти 140 членов.
Ассоциация французских кинооператоров поддерживается французским Национальным центром кинематографии, она стала соучредителем IMAGO — Европейской федерации кинооператоров.
Офис AFC находится на улице Рю Франкер, 8 в 18-м округе Парижа, рядом с киношколой La Fémis.
Ассоциация издает журнал «Люмьер» (фр. Lumières).